# 天貓座AE
天貓座AE，又名BD+57 1118，HD 65626、SAO 26634、HR 3119，是天貓座的一颗恒星，视星等为6.49，位于銀經160.33，銀緯32.05，其B1900.0坐标为赤經7h 54m 27.1s，赤緯+57° 32.05′ 2″。